# Samaya Nissanke
Samaya Michiko Nissanke (Londen, Verenigd Koninkrijk) is een Britse astrofysicus en universitair hoofddocent op het gebied van zwaartekrachtsgolven en multimessenger-astronomie aan de Universiteit van Amsterdam.

## Opleiding en carrière
Nissanke is geboren in Londen en heeft een Japanse moeder en een Srilankaanse vader. Ze behaalde haar bachelors- en mastersdiploma's in de natuurkunde aan de University of Cambridge. Ze promoveerde in 2007 aan het Institut d'astrophysique de Paris op het proefschrift met de titel Aspects théoriques de la forme des ondes gravitationnelles pour les phases spiralante et de fusion des systèmes binaires compacts (Theoretische aspecten van de vorm van zwaartekrachtsgolven tijdens het spiraliseren en samensmelten van compacte binaire systemen).
Na haar promotie deed Nissanke postdoctoraal onderzoek op het gebied van zwaartekrachtsgolven en elektromagnetische straling van samensmeltende compacte objecten aan onder andere het Canadian Institute for Theoretical Astrophysics (2007-2009), het California Institute of Technology (2009-2013) en de Radboud Universiteit (2014-2018).
Samaya Nissanke is sinds 2018 verbonden aan de Universiteit van Amsterdam. Ze heeft daar een gedeelde positie aan het Anton Pannekoek Instituut en het Institute of Physics. Ze neemt deel in GRAPPA, het onderzoekscentrum voor zwaartekracht en astrodeeltjesfysica van de Universiteit van Amsterdam. Ook is ze verbonden aan Nikhef, het nationaal instituut voor subatomaire fysica.

## Onderzoek
Nissanke doet aan multi-messengerastronomie. Daarbij wordt met meerdere telescopen, satellieten en detectoren naar hetzelfde object aan de hemel gekeken. Nissanke is lid van de Virgo-samenwerking en doet onderzoek met diverse telescopen zoals BlackGEM, VLA, MeerKAT en LOFAR. Ze speelde een leidende rol bij het analyseren van het samensmelten van twee neutronsterren GW170817.

## Prijzen en onderscheidingen
- Vidi-beurs (2016-2021)[7]
- New Horizons Prize 2020[8]
- Suffrage Science Award 2021[9]
- Mid-Career Prize van de High Energy Astrophysics Division van de American Astronomical Society 2024[10]
- Jacques Solvay International Chair in Physics 2024[11]